# Кабинет Джо Байдена
Кабинет Джо Байдена — администрация 46-го президента США Джо Байдена, возглавлявшая исполнительную власть Соединённых Штатов Америки с 20 января 2021 года по 20 января 2025 года.

## Избрание Джо Байдена

### Ход предвыборной кампании
25 апреля 2019 года Джозеф Байден объявил о своём участии в выборах президента США, опубликовав сообщение в Twitter c текстом «Основные ценности этой нации… Наше положение в мире… Наша демократия… Всё, что сделало Америку Америкой, поставлено на карту. Именно поэтому сегодня я объявляю о своей кандидатуре на выборах президента США». При этом Байден стал 20-м по счету политиком, который заявил о намерении добиться выдвижения от Демократической партии на выборах 2020 года.
В отчёте врача Байдена, опубликованном предвыборным штабом политика, говорится, что Байден по состоянию здоровья может исполнять обязанности главы государства, «здоров и активен», у кандидата «нет каких-либо болезней или нарушений, которые бы могли помешать ему быть главой американской администрации». По данным врача, у Байдена иногда бывают нарушения нормального ритма сокращений сердца, однако это не создаёт серьёзных трудностей. В отчёте также говорится, что Байден не курит, не употребляет алкоголь и регулярно занимается спортом.
Пресса обвиняла Байдена и его сына Хантера в связях с украинским газовым олигархом, бывшим министром экологии, а также владельцем компании Burisma Holdings Николаем Злочевским. По утверждению The New York Times, в ходе своего визита на Украину в марте 2016 года Байден угрожал задержать предоставление американских гарантий на кредит Украине в объёме 1 млрд долларов в случае, если не будет уволен обвинявшийся в бездействии на ниве борьбы с коррупцией генеральный прокурор, в сферу ответственности которого входили и возможные правонарушения в деятельности Burisma Holdings (генпрокурор Шокин был отправлен в отставку 3 апреля 2016 года). В день официального объявления об участии Джо Байдена в избирательной кампании сын Хантер вышел из состава совета директоров Burisma Holdings. В октябре 2019 года в ходе теледебатов Байден заявил, что не усматривает наличие конфликта интересов между его работой на государственной службе и включением его сына Хантера в состав правления газодобывающей компании Burisma на Украине, заявив — «мой сын не совершал ничего предосудительного. Я не совершал ничего предосудительного. … Не было никакого конфликта интересов. Мой сын самостоятельно принял решение (работать на Украине), я горжусь выбором, который он сделал».
В конце декабря 2019 года Байден, отвечая на вопросы избирателей в штате Нью-Гэмпшир, не исключил возможность взять республиканца напарником в своей президентской гонке. При этом в новейшей истории США не было случаев, когда кандидат в президенты от демократов или республиканцев выбирал своим напарником в гонке и претендентом на пост вице-президента страны представителя иной партии, помимо своей.
По итогам первого кокуса Демократической партии, проведённого в Айове, Байден неожиданно получил только четвёртое место с 15,8 % голосов, его опередили Пит Буттиджич (26,2 % голосов), Берни Сандерс (26,1 %) и Элизабет Уоррен (18 % голосов). Байден, выступая перед избирателями, назвал эти результаты «ударом под дых» и одновременно заявил, что его «не первый раз в жизни отправляют в нокдаун» и что он «не пойдет на поводу тех, кто хочет списать со счетов». Также Байден проиграл кокусы демократов в Нью-Гэмпшире и Неваде. Первую победу на праймериз Джо Байден одержал в Южной Каролине, с большим отрывом обойдя Берни Сандерса.
18 августа 2020 года на общенациональном съезде демократической партии в Милуоки был официально утверждён её кандидатом на будущих президентских выборах, получив более 3,5 тысяч голосов партийных делегатов.

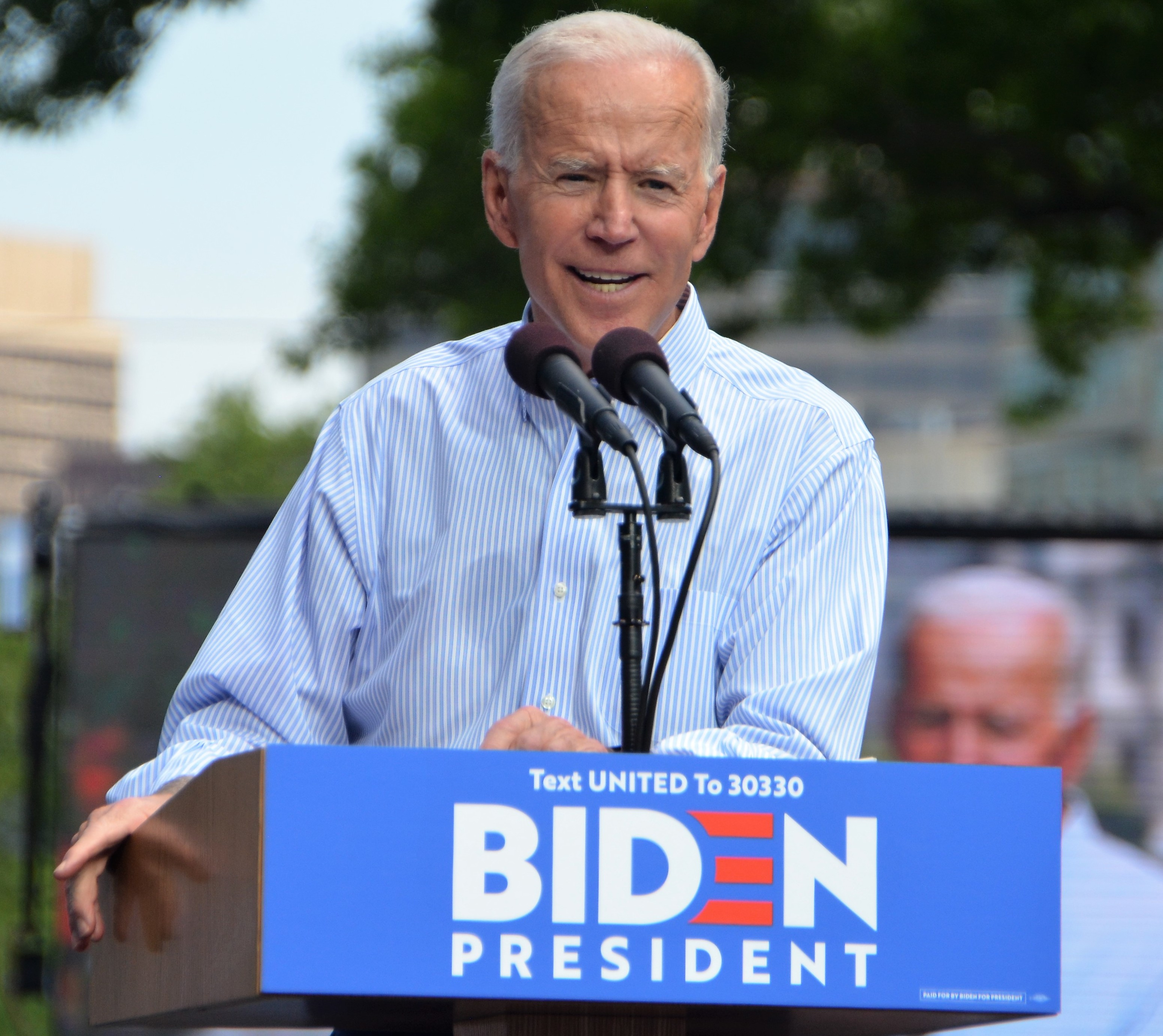
Байден в Филадельфии. Май 2019

В ходе всей гонки Байден — лидер по сбору финансовых пожертвований от сторонников в избирательный фонд. За один только 2019 год он собрал в сумме 60,4 млн долларов.
Отношение американцев к идее выдвижения Байдена кандидатом в президенты США
- в начале января 2020 года опрос, проведённый исследовательской службой Morning Consult среди членов Демократической партии, показал, что Байдена поддерживает 31 % опрошенных. В то время как сенатора от штата Вермонт Берни Сандерса — 23 %, сенатора от штата Массачусетс Элизабет Уоррен — 14 %, мэра города Саут-Бенд Пита Буттиджича — 8 % и бывшего мэра Нью-Йорка Майкла Блумберга — 7 %[18];
- в середине февраля опрос социологической службы Ipsos, проведённый по заказу агентства Reuters, показал снижение поддержки Байдена до 17 % по всей стране после неудачных для него собраний партийных активистов (кокусов) в штате Айова. На первое место вышел Берни Сандерс (20 % опрошенных), третий — Майкл Блумберг (15 % респондентов), далее Элизабет Уоррен (11 %) и Пит Буттиджич (8 %)[19].

Позиция Байдена по ключевым вопросам, озвученная в ходе избирательной кампании 2019—2020
- Байден выступает за немедленный вывод американских войск из Афганистана и пообещал начать переговоры с талибами сразу после вступления в должность главы государства[20];
- одновременно политик считает необходимым сохранение минимально необходимого военного присутствия США в других «горячих точках» (как минимум — на уровне сил специального назначения) и считает нужным сохранять НАТО для противостояния России в Восточной Европе[21][22];
- выступает за сохранение «ядерной сделки» с Ираном и считает, что США должны добиться от властей этой страны возвращения к её условиям[23];
- считает, что США должны совершенствовать и модернизировать системы, предназначенные для защиты от кибератак из РФ и Китая[24];
- уверен, что налоговая политика Трампа «душит средний класс» и намерен «ликвидировать все те налоговые поблажки, которые предоставлены людям с высоким уровнем доходов»[25];
- Байден уверен, что президент России лично «не желает его победы на предстоящих в 2020 году президентских выборах»[26].

### Голосование

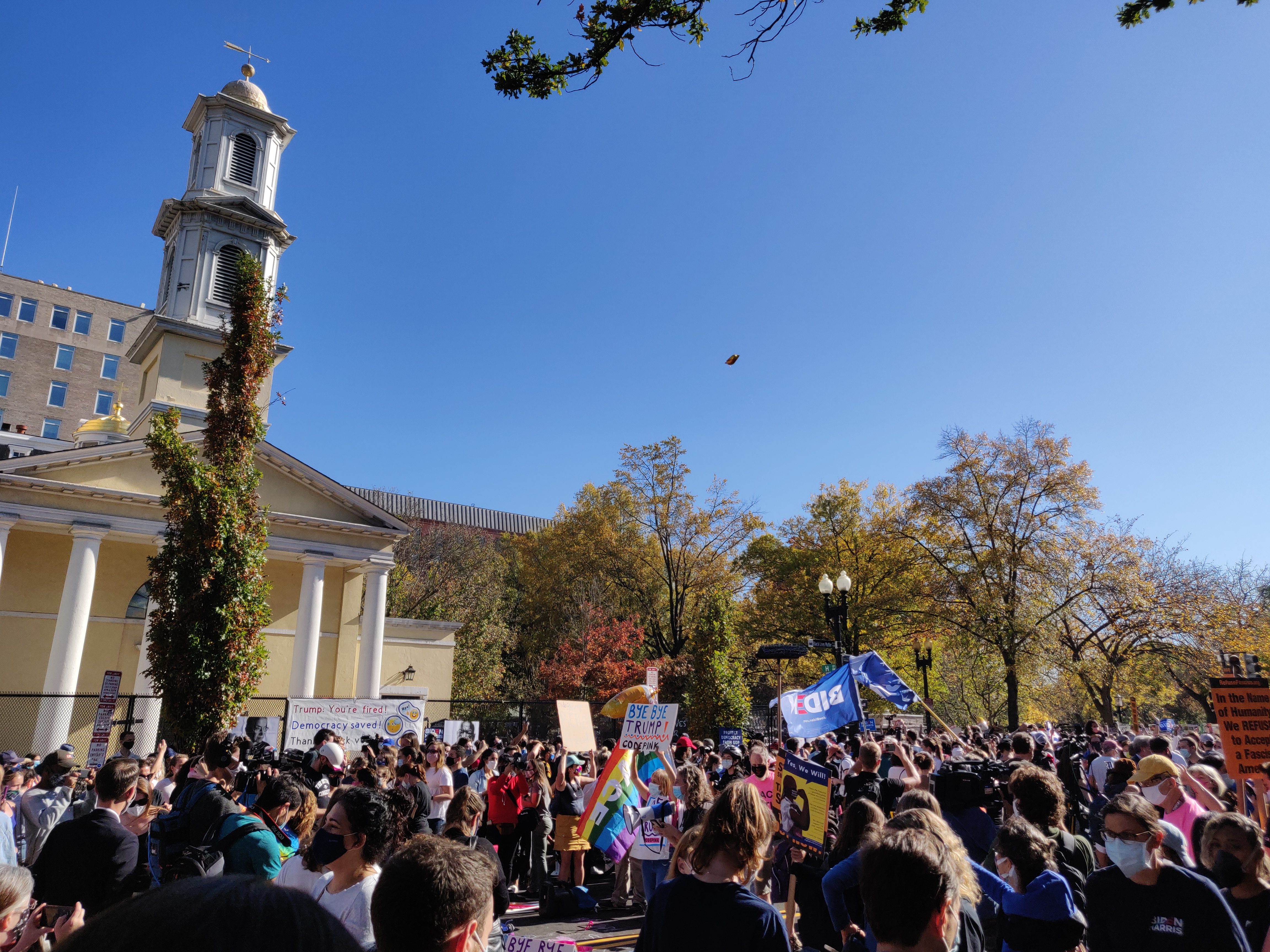
Сторонники Байдена празднуют его победу 7 ноября 2020 года в Вашингтоне.

День выборов в США состоялся 3 ноября 2020 года, но выяснение результата выборов затянулось на гораздо более долгий, чем обычно, срок. Это связано как с рекордно высокой явкой, так и с очень большим числом голосов, поступивших по почте, что замедлило их обработку. Кроме того, в некоторых штатах было разрешено принимать бюллетени, отправленные по почте до выборов, но поступившие в течение нескольких дней после выборов. Большое число проголосовавших по почте объясняется эпидемией COVID-19.
На четвёртый день после выборов победитель был все ещё не был определён в Пенсильвании, Неваде, Аризоне, Северной Каролине, Джорджии и на Аляске.
7 ноября телеканалы CNN, NBC, Fox News и агентство Associated Press объявили о победе Байдена в Пенсильвании. После этого они объявили, что Джозеф Байден одержал победу на выборах, обеспечив себе 273 голоса в коллегии выборщиков при минимально необходимых для победы 270.

## Формирование Кабинета

### Состав Кабинета
| Кабинет Джо Байдена | Кабинет Джо Байдена                                                                  | Кабинет Джо Байдена | Кабинет Джо Байдена                                                                 |
| --- | ------------------------------------------------------------------------------------ | --- | ----------------------------------------------------------------------------------- |
| Кандидатура, утверждённая Сенатом США Кандидатура, не требующая утверждения Сената Кандидатура, отклонённая Сенатом США, его комитетом, либо отозвана Кандидатура ожидала утверждения, но по итогу так и не была утверждена Лицо, временно исполняющее обязанности, но официально не предложенное Сенату США на утверждение |                                                                                      | |                                                                                     |
| Должность Анонсирован / вступил в должность | Кандидатура                                                                          | Должность Анонсирован / вступил в должность                                                                             | Кандидатура                                                                         |
| — Вице-президент Избрана 3 ноября 2020 Вступила в должность 20 января 2021 | Сенатор от Калифорнии Камала Харрис                                                  | — Государственный секретарь Анонсирован 23 ноября 2020 года Вступил в должность 26 января 2021                          | Бывший заместитель государственного секретаря Энтони Блинкен                        |
| — Министр финансов Анонсирована 30 ноября 2020 Вступила в должность 25 января 2021 | Бывший председатель Совета управляющих Федеральной резервной системы Джанет Йеллен   | — Министр обороны Анонсирован 8 декабря 2020 Вступил в должность 22 января 2021                                         | Бывший глава Центрального командования Вооружённых сил США Ллойд Остин              |
| — Генеральный прокурор США Анонсирован 7 января 2021 Вступил в должность 11 марта 2021 | Судья Апелляционного суда США по округу Колумбия Меррик Гарланд                      | — Министр внутренних дел Анонсирована 17 декабря 2020 Вступила в должность 16 марта 2021                                | Член Палаты представителей Деб Холанн                                               |
| — Министр сельского хозяйства Анонсирован 10 декабря 2020 Вступил в должность 24 февраля 2021 | Бывший губернатор Айовы Том Вилсэк                                                   | — Министр торговли Анонсирована 7 января 2021 Вступила в должность 3 марта 2021 года                                    | Бывший губернатор Род-Айленда Джина Раймондо                                        |
| — Министр труда Анонсирована 28 февраля 2023 Исполняет обязанности с 11 марта 2023 | Заместитель министра труда Джули Су                                                  | — Министр здравоохранения и социальных служб Анонсирован 7 декабря 2020 Вступил в должность 19 марта 2021 года          | Генеральный прокурор Калифорнии Хавьер Бесерра                                      |
| — Министр жилищного строительства и городского развития Исполняла обязанности с 22 марта 2024 по 20 января 2025 | Заместитель министра Адрианна Тодман                                                 | — Министр транспорта Анонсирован 15 декабря 2020 Вступил в должность 3 февраля 2021                                     | Бывший мэр Саут-Бенда Пит Буттиджич                                                 |
| — Министр энергетики Анонсирована 17 декабря 2020 Вступила в должность 25 февраля 2021 | Бывший губернатор Мичигана Дженнифер Грэнхолм                                        | — Министр образования Анонсирован 22 декабря 2020 Вступил в должность 2 марта 2021                                      | Комиссар Коннектикута по вопросам образования Мигель Кардона                        |
| — Министр по делам ветеранов Анонсирован 10 декабря 2020 Вступил в должность 9 февраля 2021 | Бывший глава аппарата Белого дома Денис Макдоноу                                     | — Министр внутренней безопасности Анонсирован 23 ноября 2020 Вступил в должность 2 февраля 2021                         | Бывший заместитель министра внутренней безопасности США Алехандро Майоркас          |
| Должностные лица в ранге членов Кабинета, не входящие в Кабинет |                                                                                      | |                                                                                     |
| Должность Анонсирован / вступил в должность | Кандидатура                                                                          | Должность Анонсирован / вступил в должность                                                                             | Кандидатура                                                                         |
| — Глава аппарата Белого дома Анонсирован 27 января 2023 Вступил в должность 8 февраля 2023 | Бывший советник президента США Джефф Зинтс                                           | — Торговый представитель США Анонсирована 10 декабря 2020 Вступила в должность 17 марта 2021                            | Старший консультант Комитета Палаты представителей по налогам и сборам Кэтрин Тай   |
| — Директор Национальной разведки Анонсирована 23 ноября 2020 Вступила в должность 21 января 2021 | Бывший заместитель советника президента США по национальной безопасности Эврил Хэйнс | — Директор ЦРУ Анонсирован 11 января 2021 Вступил в должность 19 марта 2021                                             | Бывший заместитель государственного секретаря Уильям Бёрнс                          |
| — Директор Административно-бюджетного управления Анонсирована 2 марта 2021 Вступила в должность 24 марта 2021 | Шаланда Янг                                                                          | — Администратор Агентства по охране окружающей среды Анонсирован 17 декабря 2020 Вступил в должность 11 марта 2021      | Секретарь штата Северная Каролина по вопросам качества окружающей среды Майкл Риган |
| — Администратор Управления по делам малого бизнеса США Анонсирована 7 января 2021 Вступила в должность 17 марта 2021 | Изабель Гусман                                                                       | — Председатель Совета экономических консультантов Анонсирован 14 февраля 2023 Вступил в должность 10 июля 2023          | Джаред Бёрнстин                                                                     |
| — Директор Управления по делам науки и техники Анонсирована 18 февраля 2022 Вступила в должность 3 октября 2022 | Советник Президента по науке Арати Прабхакар                                         | — Постоянный представитель США при ООН Анонсирована 23 ноября 2020 Вступила в должность 25 февраля 2021                 | дипломат Линда Томас-Гринфилд                                                       |
| — Советник президента США по национальной безопасности Анонсирован 23 ноября 2020 Вступил в должность 20 января 2021 | Советник Президента Джейк Салливан                                                   | — Помощник президента США по борьбе с терроризмом Анонсирована 13 января 2021 Вступила в должность 20 января 2021       | Советник президента США по внутренней безопасности Элизабет Шервуд-Рэндалл          |
| Другие важные назначения |                                                                                      | |                                                                                     |
| Должность Анонсирован / вступил в должность | Кандидатура                                                                          | Должность Анонсирован / вступил в должность                                                                             | Кандидатура                                                                         |
| — Специальный представитель президента США по вопросам климата Вступил в должность 6 марта 2024 | Бывший советник по инновациям Джон Подеста                                           | — Глава Агентства по международному развитию Анонсирована 13 января 2021 Вступила в должность 29 апреля 2021            | Американский дипломат Саманта Пауэр                                                 |
| — Пресс-секретарь Белого дома Анонсирована 5 мая 2022 Вступила в должность 13 мая 2022 | Бывший директор по связям с общественностью вице-президента США Карин Жан-Пьер       | — Официальный представитель Государственного департамента Анонсирован 11 апреля 2023 Вступил в должность 24 апреля 2023 | начальник Управления по связям с общественностью Минюста Мэтью Миллер               |